# Susan Cernyak-Spatz
Susan Cernyak-Spatz (* 27. Juli 1922 in Wien als Susanne Eckstein; † 17. November 2019 in Charlotte, North Carolina) war eine US-amerikanische Germanistin und Historikerin österreichischer Herkunft. Von 1942 bis 1945 wurde sie als Jüdin in mehrere Konzentrationslager verschleppt. Sie gehörte zu den Holocaustüberlebenden, die sich als Augen- und Zeitzeugen äußerten.

## Leben
Susanne Eckstein war die Tochter von Ernst Simon Eckstein (1891–1951) und dessen Frau Frieda (geb. Tauber). Die Familie zog 1929 nach Berlin, wo sie die Volksschule und das Lyzeum besuchte. 1936 zog sie gemeinsam mit ihren Eltern, die einen Verlag für Postkarten besaßen, aus Berlin wieder nach Wien. Nach dem Anschluss Österreichs im März 1938 ging sie mit den Eltern in die Emigration nach Prag. Nach der Annexion Tschechiens flüchtete der Vater zunächst nach Polen und von dort nach Brüssel, konnte aber aufgrund des Ausbruchs des Zweiten Weltkrieges die Familie nicht nachholen. Im Mai 1942 wurde sie mit ihrer Mutter ins Ghetto Theresienstadt eingewiesen und von dort im Januar 1943 ins Konzentrationslager Auschwitz-Birkenau deportiert. Im Zuge der Evakuierung der Häftlinge im KZ Auschwitz kam sie auf einem Todesmarsch im Januar 1945 ins Konzentrationslager Ravensbrück. Dort erlebte sie im Frühjahr 1945 die Befreiung durch die Rote Armee. Danach war sie in einem DP-Camp untergebracht und arbeitete für den CIC sowie britische Militärbehörden als Dolmetscherin.
1946 emigrierte sie in die USA und studierte dort später Germanistik. 1973 erfolgte ihre Promotion, danach war sie Associate Professor an der University of North Carolina in Charlotte, NC bis zu ihrer Emeritierung 1992. Ab 1993 hielt sie Vorträge über den Umgang mit der Shoa durch Betroffene und Nachgeborene in Deutschland. Einer ihrer wissenschaftlichen Schwerpunkte war dabei die Thematik Holocaustliteratur. Sie war Gründungsmitglied der North Carolina Holocaust Commission.
Cernyak-Spatz war zum zweiten Mal verheiratet und hatte drei Kinder aus erster Ehe.

## Ehrungen
- 2010 wurde sie Ehrensenatorin der Pädagogischen Hochschule Ludwigsburg.

## Werke
- German Holocaust Literature. 1985 (zugleich Diss. Engl.)
- „Ich wollte leben …“ Theresienstadt, Auschwitz-Birkenau und Ravensbrück. Drei Stationen meines Lebens. Hrsg. v. Hans H. Pöschko. Metropol Verlag, 2009 (2. Aufl.) ISBN 978-3-940938-18-3.